# Gunnar Höjer
Gunnar Fredrik Höjer, né le 27 janvier 1875 à Norrköping et mort le 13 mars 1936 à Haparanda, est un gymnaste artistique suédois.
Il est médaillé d'or du concours général par équipes aux Jeux olympiques d'été de 1908 à Londres.